# Ariel Ortega
Arnaldo Ariel Ortega (đọc tiếng Việt: A-ri-en Óc-tê-ga, sinh ngày 4 tháng 3 năm 1974) là một cựu cầu thủ bóng đá người Argentina chơi ở vị trí tiền vệ tấn công. Ortega có biệt hiệu là "Chú lừa nhỏ" (El Burrito). Ortega từng kinh qua các câu lạc bộ như Fenerbahçe, Parma, Sampdoria, Valencia và Newell's Old Boys. Ortega bắt đầu chơi bóng cho đội tuyển quốc gia vào năm 1994 và từng 3 lần góp mặt tại các kỳ World Cup 1994, 1998 và 2002 cùng Argentina nhưng chưa gặt hái được bất cứ thành tích gì. Anh cũng cùng đội tuyển Olempic Argentina đoạt huy chương bạc tại Olempic Atlanta năm 1996 tại Mỹ. Đây là một cựu cầu thủ của đội tuyển Argentina với lối chơi quái kiệt, đầy kỹ thuật và nhiều tiểu xảo. Ariel Ortega rất nổi tiếng với những pha ăn vạ trên sân cỏ mà nổi bật là vụ va chạm với thủ môn Edwin van der Sar của đội tuyển Hà Lan tại World Cup 1998.

## Sự nghiệp
Ortega từng đến Tây Ban Nha thi đấu cho Valencia CF trước khi qua Ý đầu quân cho Sampdoria vào 1998 với giá 23 triệu lire (khoảng 8 triệu bảng Anh), sau khi câu lạc bộ này rơi xuống giải Serie B, Ortega đến câu lạc bộ Parma cùng với Hernán Crespo và Juan Verón. Nhưng sau đó vài mùa, anh lại trở về River Plate. Một thời gian sau, anh rời River Plate và qua Thổ Nhĩ Kỳ đầu quân cho Fenerbahce.

### Fenerbahce
Ortegar chuyển từ River Plate tới Fenerbahce tháng 6 năm 2002, theo bản hợp đồng 4 năm trị giá 14 triệu USD. Đây là câu lạc bộ châu Âu thứ tư của Ortega sau Valencia, Sampdoria và Parma. Tuy nhiên, Ariel Ortega chỉ chơi 17 trận, ghi được 5 bàn thắng trong màu áo của Fenerbahce. Do có những mâu thuẫn với một số cầu thủ của Fenerbahce và không hoà nhập được với cuộc sống ở Thổ Nhĩ Kỳ, Ortega đã tự ý bỏ về nước, không chịu thi đấu cho câu lạc bộ này từ đầu tháng 2 năm 2004.
Mặc dù River Plate dự định đưa anh về theo bản hợp đồng cho mượn 6 tháng. Tuy nhiên, thương vụ bất thành khi Fenerbahce đòi River Plate phải trả khoản tiền 2 triệu đô la mà cầu lạc bộ này mất cho người môi giới khi mua Ortega. FIFA ra quyết định cấm anh thi đấu cho bất cứ câu lạc bộ nào cho đến hết năm 2002. Ortega cũng sẽ phải bồi thường cho Fenerbahce khoản tiền 11 triệu USD do đơn phương phá vỡ hợp đồng có thời hạn tới 2006.

### Trở lại Đội tuyển quốc gia
Vào năm 2009, lần đầu tiên trong 6 năm qua, Ariel Ortega đã được triệu tập trở lại đội tuyển Argentina để chuẩn bị cho trận đấu giao hữu với Ghana. Lúc này Argentina lâm vào tình cảnh khó khăn khi liên tục bại trận trong những trận đấu ở vòng loại World Cup 2010. Maradona đã gọi lên tuyển những cầu thủ đang thi đấu tại giải quốc nội trong đó có cả Ariel Ortega. Dù vậy trong chiến dịch này, anh chỉ đóng vai trò dự bị.

## Thành tích đội tuyển
| Đội tuyển bóng đá Argentina | Đội tuyển bóng đá Argentina | Đội tuyển bóng đá Argentina |
| Năm                         | Trận                        | Bàn                         |
| --------------------------- | --------------------------- | --------------------------- |
| 1993                        | 1                           | 0                           |
| 1994                        | 10                          | 1                           |
| 1995                        | 16                          | 2                           |
| 1996                        | 7                           | 3                           |
| 1997                        | 9                           | 1                           |
| 1998                        | 13                          | 5                           |
| 1999                        | 7                           | 2                           |
| 2000                        | 11                          | 3                           |
| 2001                        | 7                           | 0                           |
| 2002                        | 4                           | 0                           |
| 2003                        | 1                           | 0                           |
| 2004                        | 0                           | 0                           |
| 2005                        | 0                           | 0                           |
| 2006                        | 0                           | 0                           |
| 2007                        | 0                           | 0                           |
| 2008                        | 0                           | 0                           |
| 2009                        | 0                           | 0                           |
| 2010                        | 1                           | 0                           |
| Tổng cộng                   | 87                          | 17                          |

## Tai tiếng
Ngoài đời Ariel Ortega là người lắm tài, nhiều tật. Anh ăn chơi trác táng, trở thành gã bợm nhậu, say xỉn tối ngày và phải nhập trại để cai nghiện rượu. Anh đã được chuyển đến một trại phục hồi chức năng, nằm tại ngoại ô Buenos Aires. Lúc đầu, Ortega giữ kín chuyện mình bị nghiện rượu nặng. Nhưng dần dần, chính bộ dạng bơ phờ, thất thiểu, bệ rạc của Ortega đã khiến anh ta phải đưa ra lời thú nhận.
Nhiều đồng đội của anh nhiều lần phải ca thán, phàn nàn về cung cách sinh hoạt, tập luyện bê tha. Hàng xóm của Ortega cũng không khỏi ngao ngán khi thường xuyên chứng kiến cảnh anh trở về nhà với bộ dạng rũ rượi, luôn mồm lảm nhảm, sẵn sàng gây gổ. Sự rạn nứt trong hạnh phúc gia đình đã khiến anh tìm tới rượu bia để giải khuây.
Khi đang trong thời gian cai rượu, Ariel Ortega cũng đã gặp rắc rối khi gây ra tai nạn giao thông. Chiếc BMW M3 do anh điều khiển va vào chiếc Wolkswagen Golf của Cristina Uranga khiến người phụ nữ này bị thương nhẹ nhưng anh còn lớn tiếng quát mắng và bị cảnh sát triệu tập. Cầu thủ này còn có tiền sử gây tai nạn giao thông mất lái trên một con phố ở Buenos Aires ngày 12 năm 2008 và va chạm với xe của một người đàn ông 50 tuổi ở Palermo ngày 1 tháng 8 năm 2008.